# Triumvirat (Band)
Triumvirat war eine Progressive-Rock-Band aus Deutschland, die 1969 von Jürgen Fritz, Hans Bathelt und Dick W. Frangenberg in Köln gegründet wurde. Ab 1976 als Soloprojekt von Fritz mit Gastmusikern weitergeführt, erschien ihr letztes Album 1980.

## Geschichte
Die Band spielte Progressive Rock, angelehnt an den Stil von Emerson, Lake and Palmer, Nice und Focus mit vielerlei Anleihen bei der Klassik. Von Anfang an dominierte Komponist und Keyboarder Jürgen Fritz die Band. Zur Gruppe gehörten ein Schlagzeuger und ein Bassist, die häufig wechselten, wie Drummer Curt Cress, Bassist Dick W. Frangenberg, Bassspieler Dieter Petereit, Gitarrist und Bassist Jan Akkerman oder Helmut Köllen sowie Sänger Barry Palmer, der später Sänger bei Mike Oldfield wurde.
Aufgrund mangelnder Resonanz beschlossen die Musiker bereits Anfang 1974 die Auflösung der Band für den Fall weiterhin ausbleibenden Erfolgs bis zum Stichtag 31. Juli 1974. Damals planten sie eine Tournee durch 42 amerikanische Städte. 1974 war Triumvirat drei Monate auf US-Tour (mit Fleetwood Mac) und schaffte es, die Platte Illusions on a Double Dimple in die Billboard-Charts zu bringen. 1975 konnten die erfolgreichen USA-Heimkehrer ihre Position in Europa festigen, indem sie Grand Funk Railroad auf einer Konzertreise durch sechs Länder begleiteten. Über das 1976 erschienene Album Old Loves Die Hard schrieb der Kölner Express: „Ihre LP ‚Old Loves Die Hard‘ brachte ihnen Gold in Portugal. Noch größer war die Begeisterung in Brasilien. Hier kletterten sie in der Beliebtheitsskala auf den 4. Platz. Nach Beatles, Yes und Genesis.“
1976 trennte sich Fritz vom Rest der Gruppe und setzte fortan nur noch Gastmusiker ein. Aufgrund von Streitigkeiten um die Namensrechte erschien das darauf folgende Album Pompeii 1977 unter dem Bandnamen New Triumvirat. Nach zwei weiteren Werken von 1978 und 1980 endete die Bandgeschichte. Mit ihrer Single Party Life gelang Triumvirat 1980 ein kleiner Achtungserfolg in den Hitparaden. Fritz wendete sich anderen Projekten zu.
Anfang der 2000er Jahre kam es zu einem erfolglosen Versuch, die Band wieder ins Leben zu rufen. Von einem 2002 fertiggestellten Album The Website Story, an dem neben Fritz und Cress unter anderem auch Grant Stevens, John Miles und T. M. Stevens beteiligt waren, wurden einige Demos vorgestellt, das Werk selbst blieb aber unveröffentlicht.

## Bandmitglieder
- Jürgen Fritz (Keyboards)
- Dick W. Frangenberg (Bass)
- Hans Bathelt (Schlagzeug, Lyrics)
- Helmut Köllen († 1977), (Bass, Gitarre, Gesang)[5]
- Barry Palmer (Gesang)
- Matthias Holtmann (Schlagzeug)
- Curt Cress (Schlagzeug, Percussion)
- Dieter Petereit (Bass)
- David Hanselmann (Gesang)
- Arno Steffen (Gesang)
- Hans Pape (Bass, Gesang)
- Werner Kopal (Bass)

## Diskografie (Auswahl)
Alben

| Jahr | Titel Musiklabel                                            | Höchstplatzierung, Gesamtwochen, AuszeichnungChartsChartplatzierungen (Jahr, Titel, Musiklabel, Platzierungen, Wochen, Auszeichnungen, Anmerkungen) | Anmerkungen                |
| Jahr | Titel Musiklabel                                            | US | Anmerkungen                |
| ---- | ----------------------------------------------------------- | --- | -------------------------- |
| 1974 | Illusions on a Double Dimple Harvest Records, EMI Electrola | US55 (17 Wo.)US | Erstveröffentlichung: 1974 |
| 1975 | Spartacus Harvest Records, EMI Electrola                    | US27 (17 Wo.)US | Erstveröffentlichung: 1975 |
| 1976 | Old Loves Die Hard Harvest Records, EMI Electrola           | US85 (8 Wo.)US | Erstveröffentlichung: 1976 |

Weitere Alben
- 1972: Mediterranean Tales (Across the Waters) (LP)
- 1977: Pompeii (LP, als New Triumvirat)
- 1978: Triumvirat à la carte (LP)
- 1980: Russian Roulette (LP)
- 2002: The Website Story (unveröffentlicht)[4]

Kompilationen
- 1983: Grandes Exitos (LP, MC; nur Argentinien)
- 1995: The Best of Triumvirat (CD; nur Brasilien)
- 2012: Essential (CD)

Singles
- 1972: Be Home for Tea / Broken Mirror
- 1973: Dancer’s Delight / Timothy
- 1973: Ride in the Night / Sing Me a Song
- 1974: Dimplicity / Million Dollars
- 1976: Take a Break Today / The Capitol of Power
- 1978: Waterfall / Jo Ann Walker (Hit in den Niederlanden)
- 1978: The Hymn / Dance on the Vulcano (als New Triumvirat)
- 1978: For You / Darlin’ (33 1⁄3 rpm; nur Brasilien)
- 1980: Party Life / Games
- 1980: Come with Me / We’re Rich on What We’ve Got (nur Niederlande)